# Diomira Jacobini
Diomira Jacobini (25 de mayo de 1899 – 13 de septiembre de 1959) fue una actriz cinematográfica italiana, activa en la época del cine mudo.

## Biografía
Nacida en Roma, Italia, en el seno de una familia de la nobleza, era la hermana menor de la también actriz Maria Jacobini. Al igual que ella, se inició en el cine a edad temprana, con trece años, en la productora Cines, en un papel de reparto en el film Marcia nuziale (1915). Después obtuvo su primer papel protagonista en la cinta Il piccolo mozzo, rodada ese mismo año.
Posteriormente se incorporó a Celio Film y a Tiber Film en 1916. En esta última compañía interpretó diversas películas, siendo particularmente apreciada su actuación en Demonietto (1917), cinta que protagonizó acompañando a Alberto Collo, actor junto al cual actuó en otras varias ocasiones.
Tras su experiencia con la Tiber, Jacobini fue contratada por la productora Fert. La década de 1920 fue menos satisfactoria para la actriz, aunque obtuvo algunos éxitos como La rosa di Fortunio (1922), Jolly, clown da circo (1923) y La casa dei pulcini (1924), donde se expresa al máximo su talento. En 1924 también interpretó Maciste e il nipote d'America, película en la que acompañaba a Bartolomeo Pagano.
Jacobini rodó algunas películas en el extranjero, entre ellas Il rigattiere di Amsterdam (1925), con Werner Krauss, y Nozze sotto il terrore (1927), rodada en Dinamarca y producida por la compañía alemana Terra-Film.
De vuelta a Italia en los años treinta, en el período del cine sonoro rodó únicamente dos películas, L'ultima avventura (1932) y Cento di questi giorni (1933), retirándose después a su vida privada.
Diomira Jacobini falleció en Roma en 1959.

## Selección de su filmografía
| - Ananke, de Nino Oxilia (1915) - Il piccolo mozzo, de Carmine Gallone (1915) - Alla Capitale!, de Gennaro Righelli (1916) - Il figlio dell'amore, de Emilio Ghione (1916) - La rosa di Granata, de Emilio Ghione (1916) - Tormento gentile, de Emilio Ghione (1916) - Demonietto, de Gennaro Righelli (1917) - L'aigrette, de Baldassarre Negroni (1917) - La via della luce, de Baldassarre Negroni (1917) - Duecento all'ora, de Gennaro Righelli (1918) - Il marchio rosso, de Carlo Campogalliani (1918) - Il veleno del piacere, de Gennaro Righelli (1918) - L'autunno dell'amore, de Gennaro Righelli (1918) - La via più lunga, de Mario Caserini (1918) - Mademoiselle Pas-Chic, de Gennaro Righelli (1918) - Venti giorni all'ombra, de Gennaro Righelli (1918) - Le avventure di Doloretta, de Gennaro Righelli (1919) - Addio Musetto, de Gennaro Righelli (1920) - I due volti di Nunù, de Alfredo De Antoni (1920) | - Le gioie del focolare, de Baldassarre Negroni (1920) - L'isola della felicità, de Luciano Doria (1921) - Il segreto della grotta azzurra, de Carmine Gallone (1922) - La rosa di Fortunio, de Luciano Doria (1922) - Jolly, clown da circo, de Mario Camerini (1923) - La casa degli scapoli, de Amleto Palermi (1923) - La storia di Clo-Clo, de Luciano Doria (1923) - Per salvare il porcellino, de Toddi (1923) - Una tazza di thè, de Toddi (1923) - International Gran Prix, de Amleto Palermi (1924) - La casa dei pulcini, de Mario Camerini (1924) - La follia di Noretta, de Guglielmo Zorzi (1924) - Maciste e il nipote d'America, de Eleuterio Rodolfi (1924) - Der Trödler von Amsterdam, de Victor Janson (1925) - La via del peccato, de Amleto Palermi (1925) - Revolutionsbryllup, de A.W. Sandberg (1927) - Don Manuel, der Bandit, de Romano Mengon (1929) - L'ultima avventura, de Mario Camerini (1932) - Cento di questi giorni, de Augusto Camerini y Mario Camerini (1933) |